# ميركو كوفاتش (كرة سلة)
ميركو كوفاتش (بالصربية: Мирко Ковач) مواليد 1 مارس 1983 في بلغراد، جمهورية صربيا الاشتراكية، هو لاعب كرة سلة صربي. بدأ مسيرته الاحترافية في سنة 2000. يبلغ طوله 6 قدم 6.5 بوصة (2.0 م).

## المسيرة الاحترافية
لعب مع نادي بارتيزان لكرة السلة في موسم 2000–2001، ثم لعب مع نادي ريد ستار لكرة السلة من سنة 2006 إلى 2009، ثم لعب مع نادي كشالين لكرة السلة في سنة 2010.

## روابط خارجية
- ميركو كوفاتش على موقع الاتحاد الدولي لكرة السلة (الإنجليزية)
- ميركو كوفاتش على موقع الدوري الأوروبي لكرة السلة (الإنجليزية)
- ميركو كوفاتش على موقع كرة السلة الأوروبية.كوم (الإنجليزية)
- ميركو كوفاتش على موقع ريلجم (الإنجليزية)
- ميركو كوفاتش على موقع بروبوليرز (الإنجليزية)
- ميركو كوفاتش على موقع سبورتس رفرنس (الإنجليزية)